# Вальбак (Мюлуз)
Вальба́к (фр. Wahlbach) — коммуна на северо-востоке Франции в регионе Гранд-Эст (бывший Эльзас — Шампань — Арденны — Лотарингия), департамент Верхний Рейн, округ Мюлуз, кантон Брёнстат. До марта 2015 года коммуна административно входила в состав упразднённого кантона Сирентс (округ Мюлуз).
Площадь коммуны — 6,41 км², население — 401 человек (2006) с тенденцией к росту: 492 человека (2012), плотность населения — 76,8 чел/км².

## Население
Численность населения коммуны в 2011 году составляла 498 человек, а в 2012 году — 492 человека.
| 1962 | 1968 | 1975 | 1982 | 1990 | 1999 | 2006 | 2008 | 2011 | 2012 |
| ---- | ---- | ---- | ---- | ---- | ---- | ---- | ---- | ---- | ---- |
| 209  | 205  | 189  | 211  | 242  | 323  | 401  | 424  | 498  | 492  |

Динамика населения:

## Экономика
В 2010 году из 337 человек трудоспособного возраста (от 15 до 64 лет) 273 были экономически активными, 64 — неактивными (показатель активности 81,0 %, в 1999 году — 71,6 %). Из 273 активных трудоспособных жителей работали 264 человека (154 мужчины и 110 женщин), 9 числились безработными (1 мужчина и 8 женщин). Среди 64 трудоспособных неактивных граждан 25 были учениками либо студентами, 18 — пенсионерами, а ещё 21 — были неактивны в силу других причин.
На протяжении 2011 года в коммуне числилось 164 облагаемых налогом домохозяйства, в которых проживало 485 человек. При этом медиана доходов составила 29354 евро на одного налогоплательщика.

## Достопримечательности (фотогалерея)

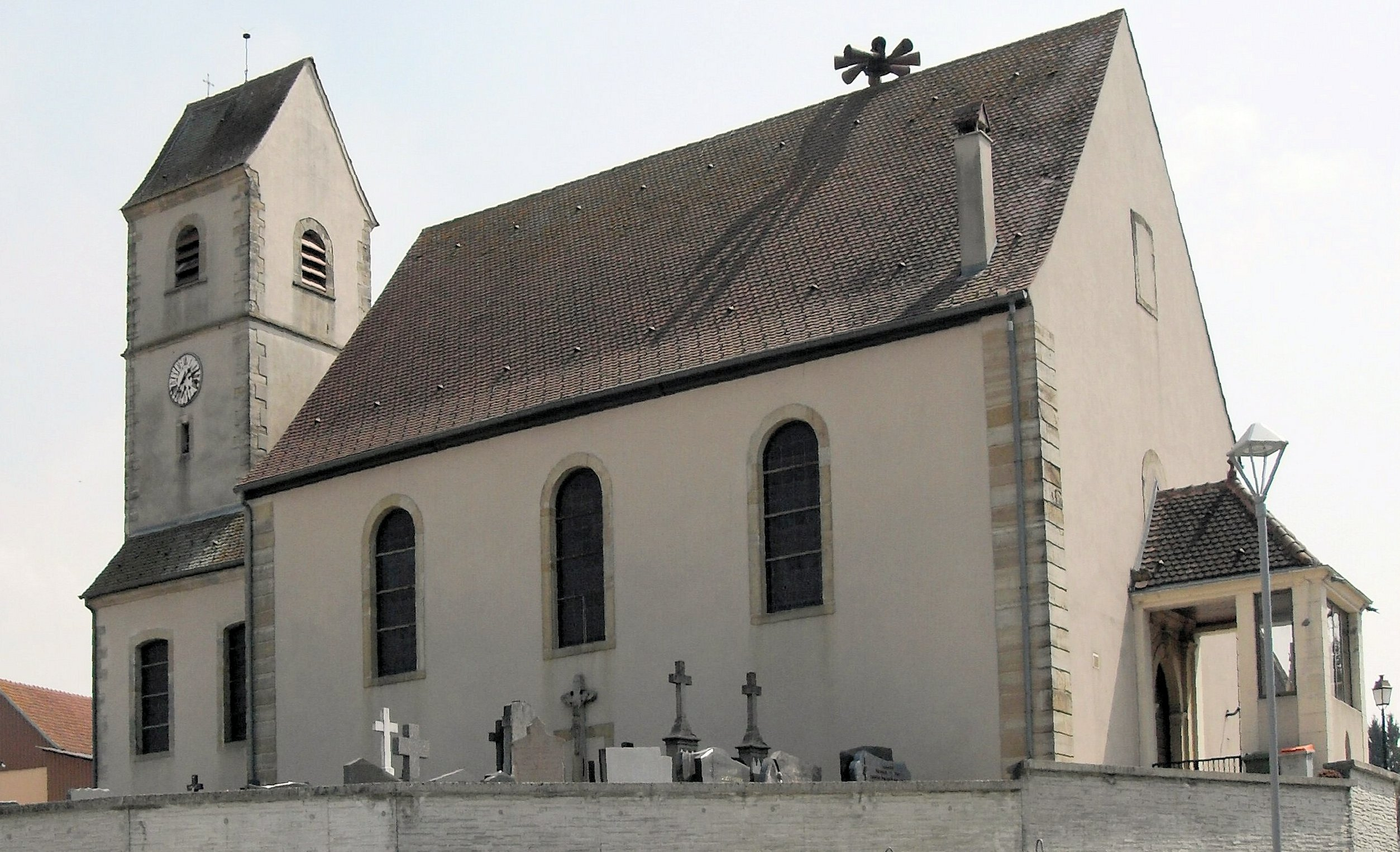
Церковь